# Château de Hac
Le château de Hac (ou du Hac) est un château du XVe siècle situé sur le territoire de la commune française du Quiou, au sud de Dinan, dans les Côtes-d'Armor.

## Historique
Le château de Hac fut autrefois l'apanage des familles de Arthur de Richemont, de Jean Hingant, de Tournemine et de Rieux. 
Dans les années 1380-1390, lors de la guerre de Cent Ans, un manoir dont subsistent les fondations a été construit par Guillaume de Saint-André, diplomate du duc Jean IV de Bretagne. À sa mort, le domaine revint à Arthur de Richemont, fils du duc, qui le donna à la famille de Bintin dont l'héritière épousa Jean Hingant, arriviste et puissant chambellan du duc de Bretagne Jean V le Sage.
Le château actuel a été édifié de 1440 à 1448 par Jean Hingant et devint le centre d'un important domaine agricole dont il perdit la propriété en 1450 après avoir été mêlé de trop près à l'assassinat de Gilles de Bretagne, étranglé dans sa cellule. Puis le château entre dans le patrimoine de la famille Tournemine avant d'être vendu en 1686, puis de nouveau en 1770 au sieur Reslou de la Tisonnaye, devenu maire de Dinan, lors de la Révolution française.
Il a fait l'objet d'une étude et de diagnostics des peintures et du mobilier en 1997.
Ouvert au public depuis 1984, il fait l’objet d’un classement au titre des monuments historiques en septembre 1993 alors que les abords du château sont inscrits depuis février.

## Description
Le château de Hac est un exemple de l'architecture l'âge d'or du duché de Bretagne. Il a été construit en pierres de taille de calcaire des faluns et fut très peu modifié au cours des siècles. Il comprend deux corps de logis d'époques différentes, celui situé à l'est étant antérieur à celui construit de 1440 à 1448 pour Jean Hingant, familier et principal conseiller du duc de Bretagne François Ier de Bretagne. Il est flanqué de six tourelles dont quatre de diamètre inégal. La charpente a été restaurée en 1684.
Une restauration a été entreprise dans les années 1930. Les monuments historiques ont depuis réalisé sa réhabilitation.

### Restauration
En 2010, la restauration des façades du château a compris la restitution de ses menuiseries et la mise en valeur de ses vitraux. La restauration intérieure, d'une surface de 699 m2, a nécessité, notamment, la consolidation des planchers et des décors peints anciens. La restauration et les aménagements ont été assurés par un architecte en chef des monuments historiques.

## Galerie

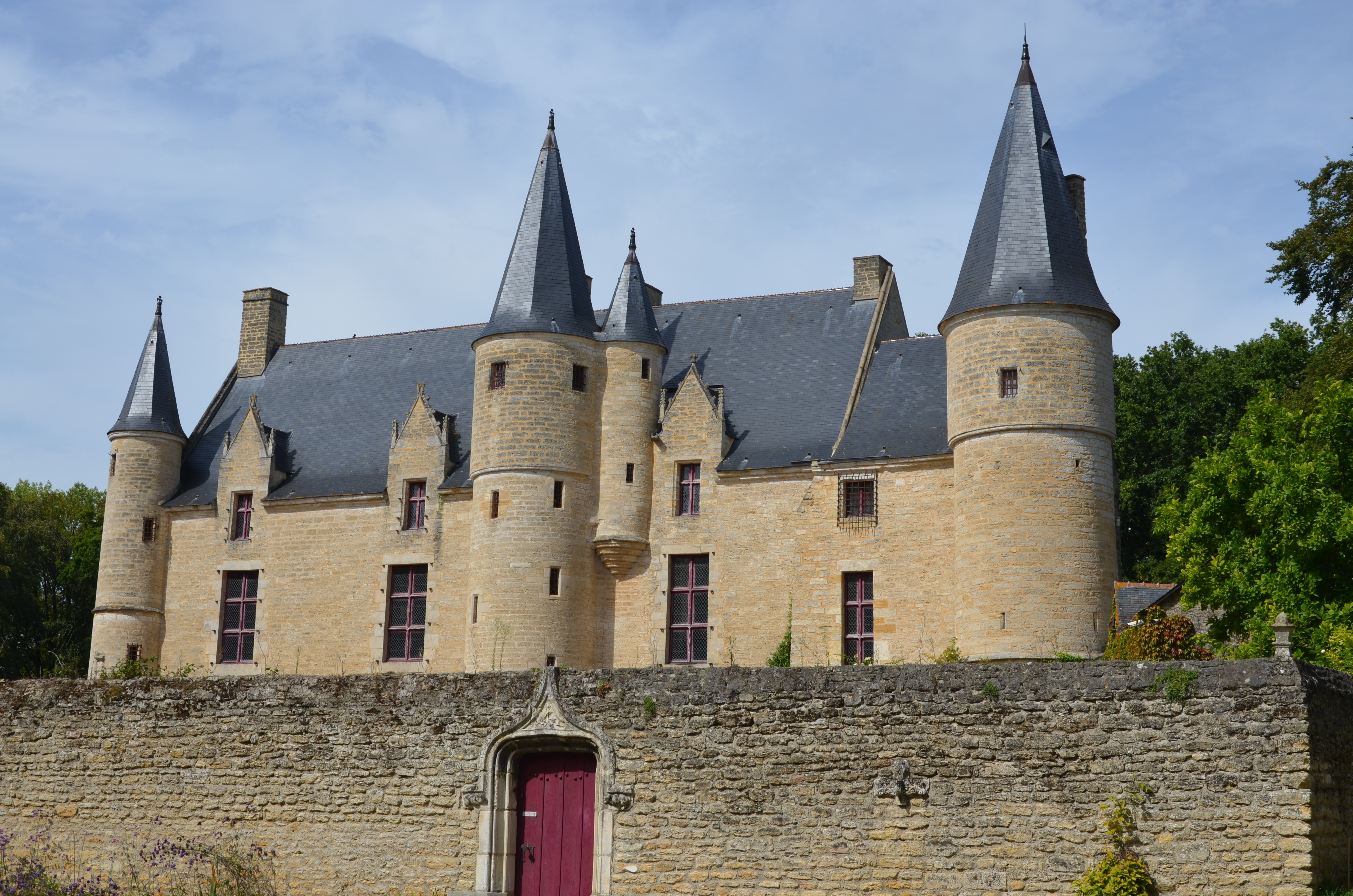
Face Sud
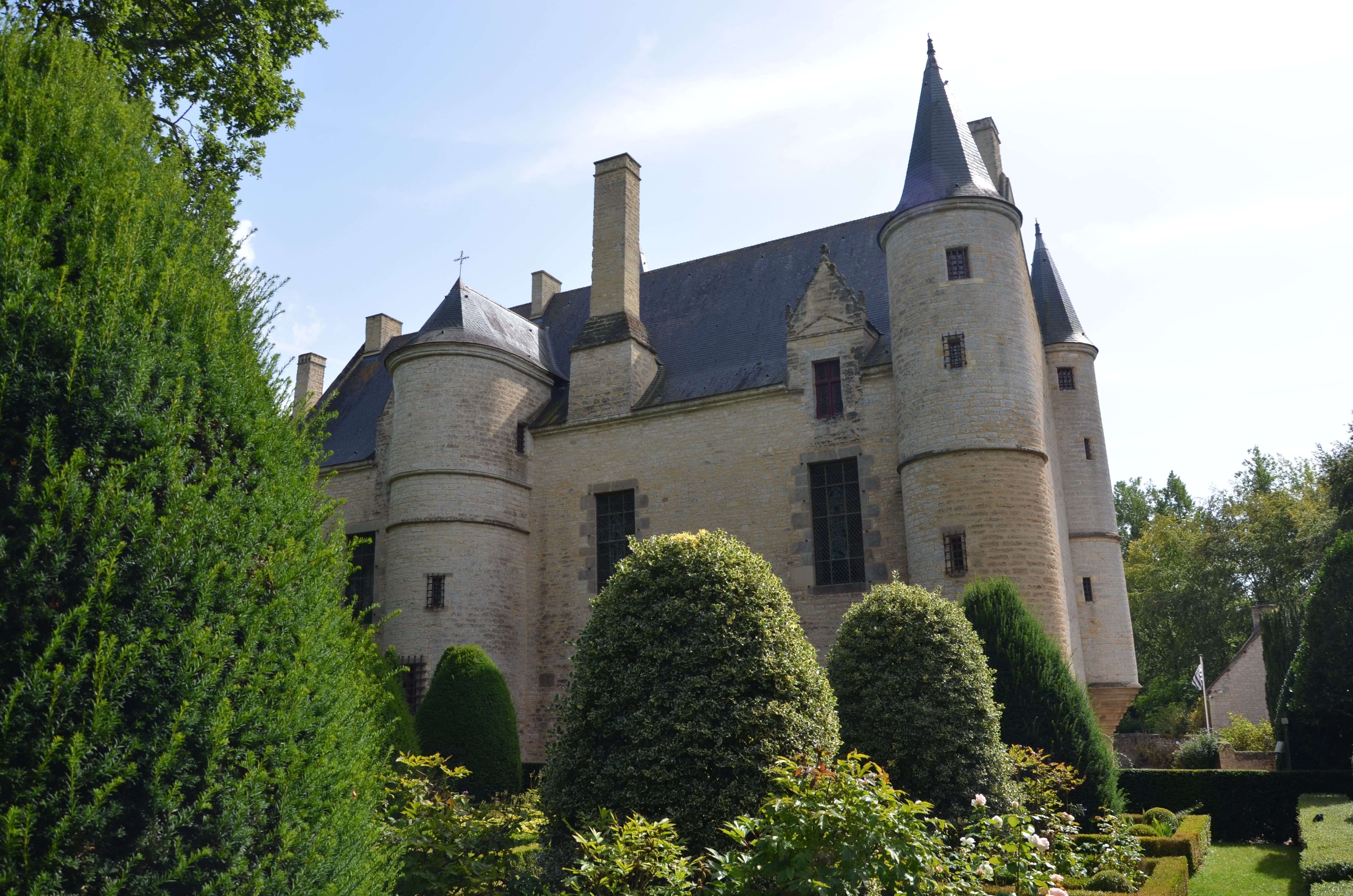
Face Nord
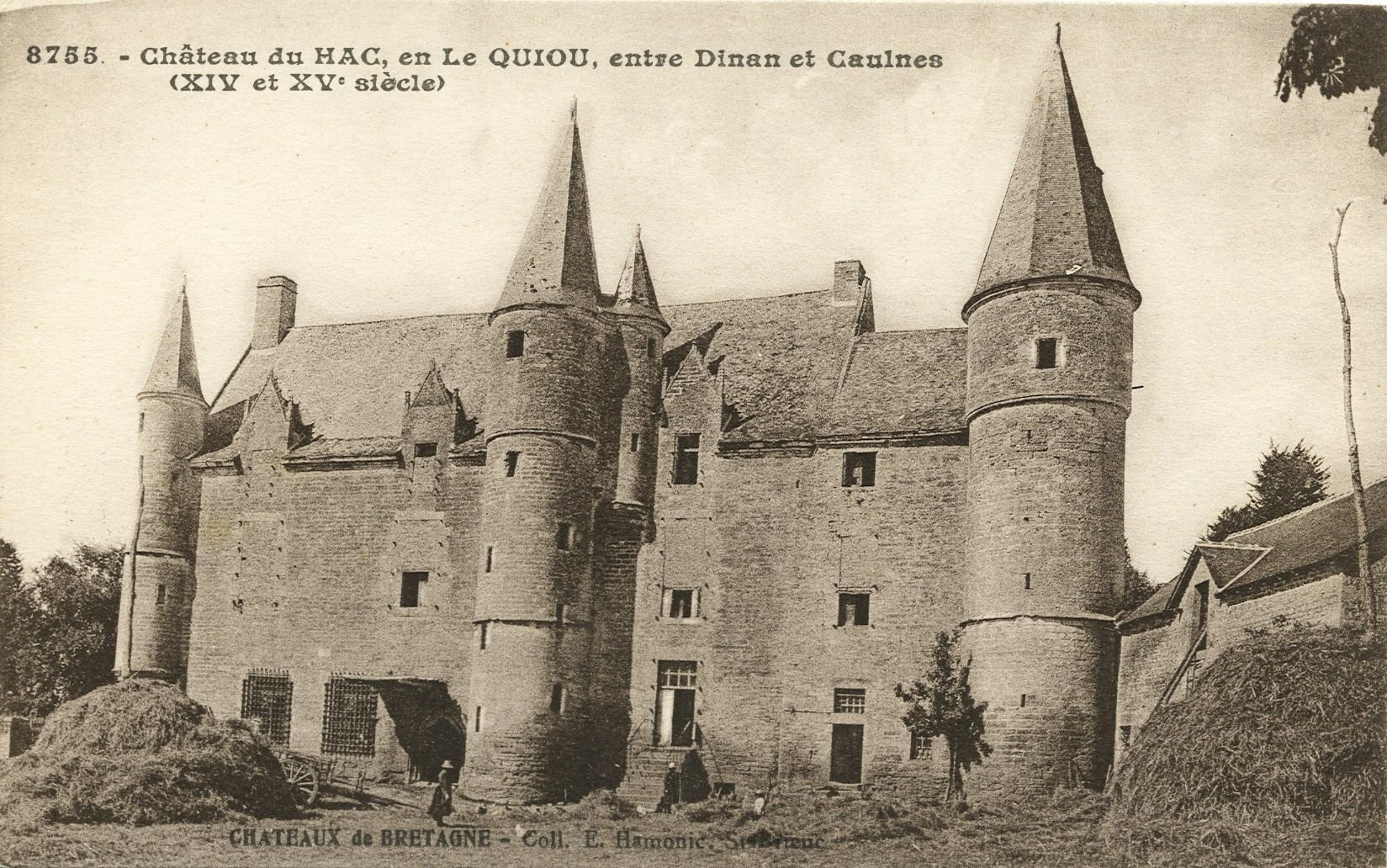
Ancienne carte postale